# Herpetogramma griseolineata
Herpetogramma griseolineata is een vlinder uit de familie van de grasmotten (Crambidae), uit de onderfamilie van de Spilomelinae. De wetenschappelijke naam van deze soort is voor het eerst gepubliceerd in 1900 door Paul Mabille.
De soort komt voor in Madagaskar.